# フランソワ＝エドゥアール・ピコ
フランソワ＝エドゥアール・ピコ (François-Édouard Picot、1786年10月17日 - 1868年3月15日）はフランスの画家である。パリのエコール・デ・ボザールで多くの画家を育てた。

## 略歴
パリで生まれた。エコール・デ・ボザールで、フランソワ＝アンドレ・ヴァンサン(François-André Vincent: 1746-1816)やジャック＝ルイ・ダヴィッド(1748-1825)に学んだ。1811年に有望な学生に贈られるローマ賞の2位を受賞し、1813年に名誉賞を受賞し、ローマへの奨学金を得た。在ローマ・フランス・アカデミーで学び、パリに戻った後、1819年にサロン・ド・パリに代表作のひとつ｢アモルとプシュケ｣ を出展し、同じ年にパリのサン・セヴラン教会に壁画"La Mort de Saphire"を描いた。サロン・ド・パリには1839年まで出展した。
サン・ヴァンサン・ド・ポール教会やサン・ドニ・デュ・サン・サクルマン教会、ルーブル美術館などの装飾画も描いた。1836年に美術アカデミーの会員に選ばれた。エコール・デ・ボザールで多くの学生を育てた。
1832年にレジオンドヌール勲章（オフィシエ）を受勲した。1868年にパリで死去した。遺体はペール・ラシェーズ墓地に埋葬された。

## 作品

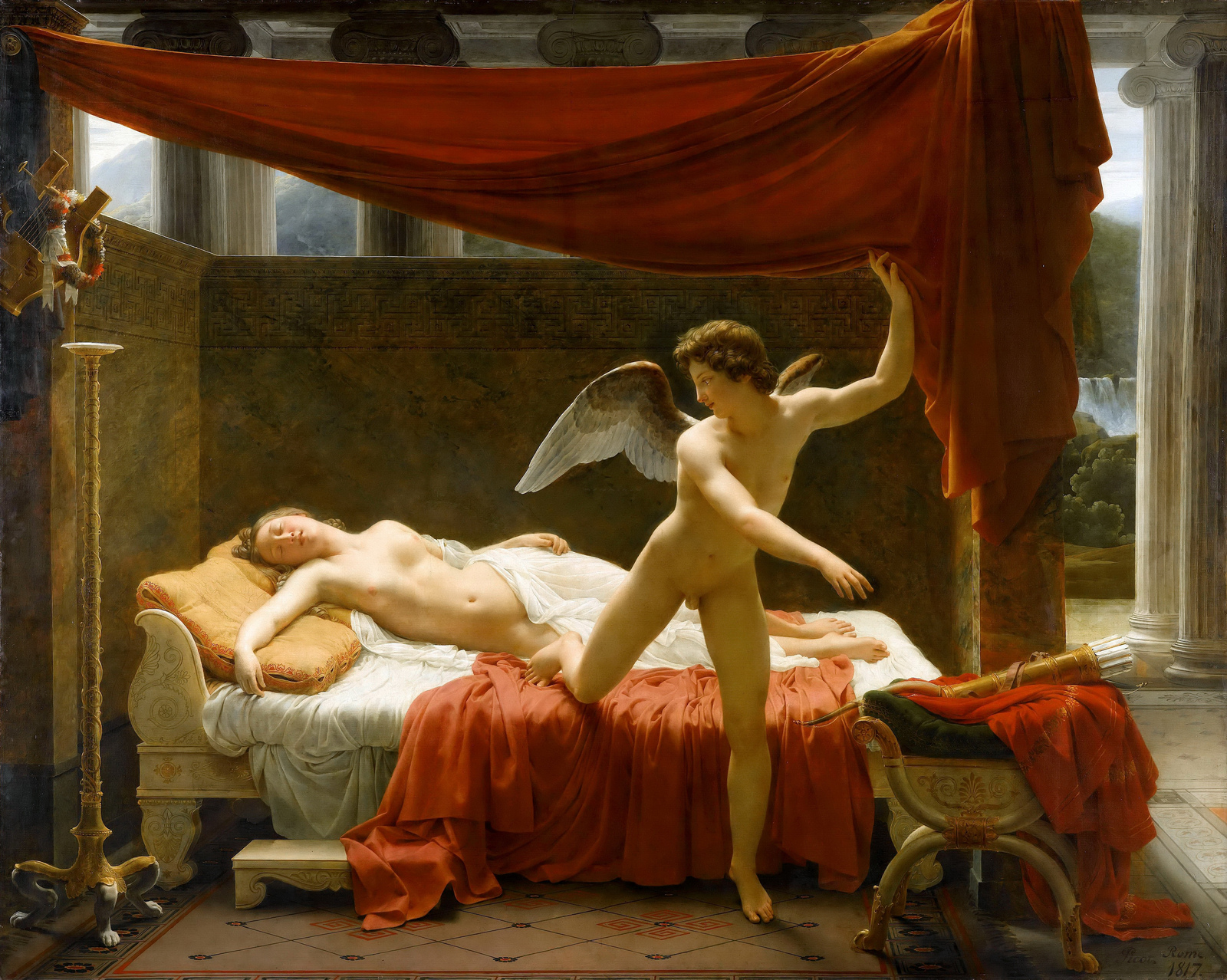
｢アモルとプシュケ｣
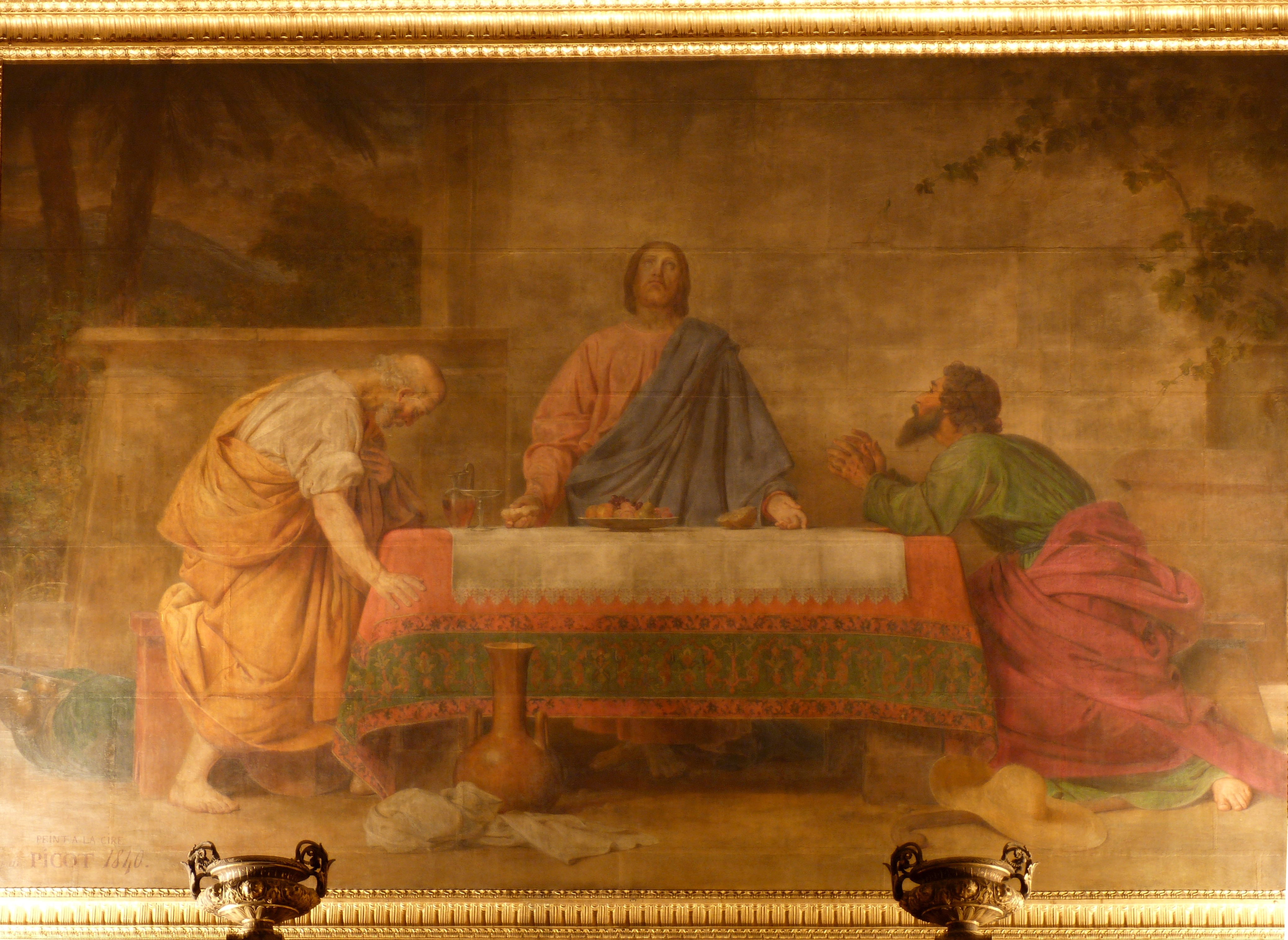
｢サン・ドニ・デュ・サン・サクルマン教会の壁画｣
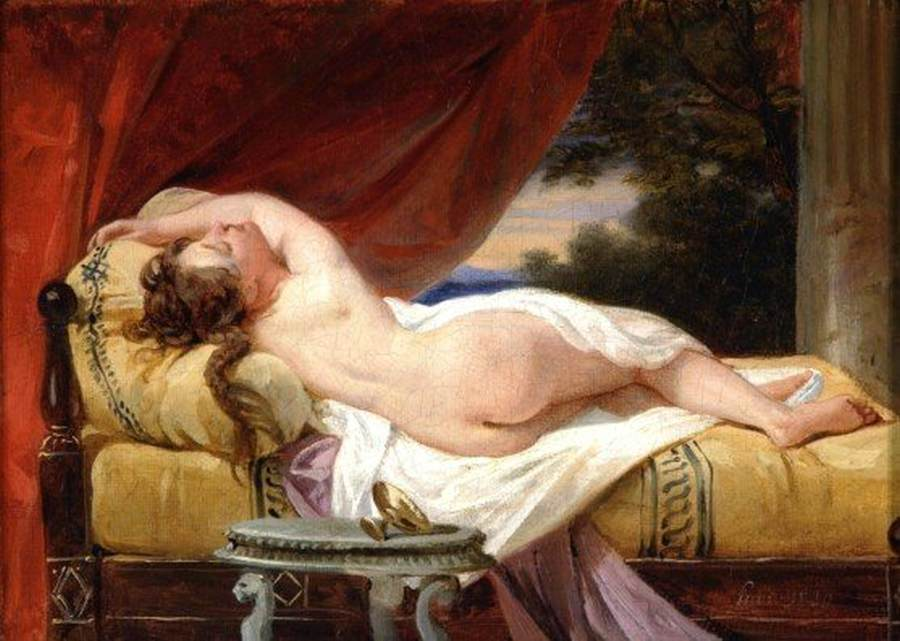
｢オダリスク｣

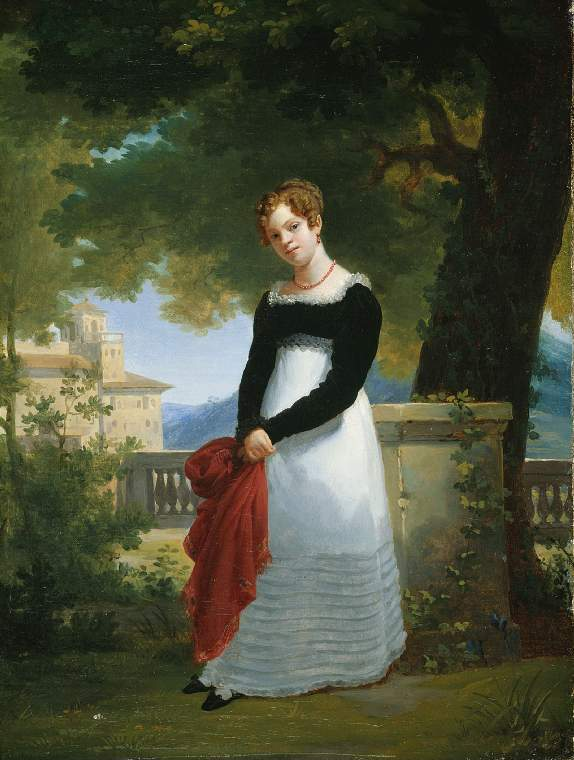
｢アデライド・ソフィー・クレールの肖像｣
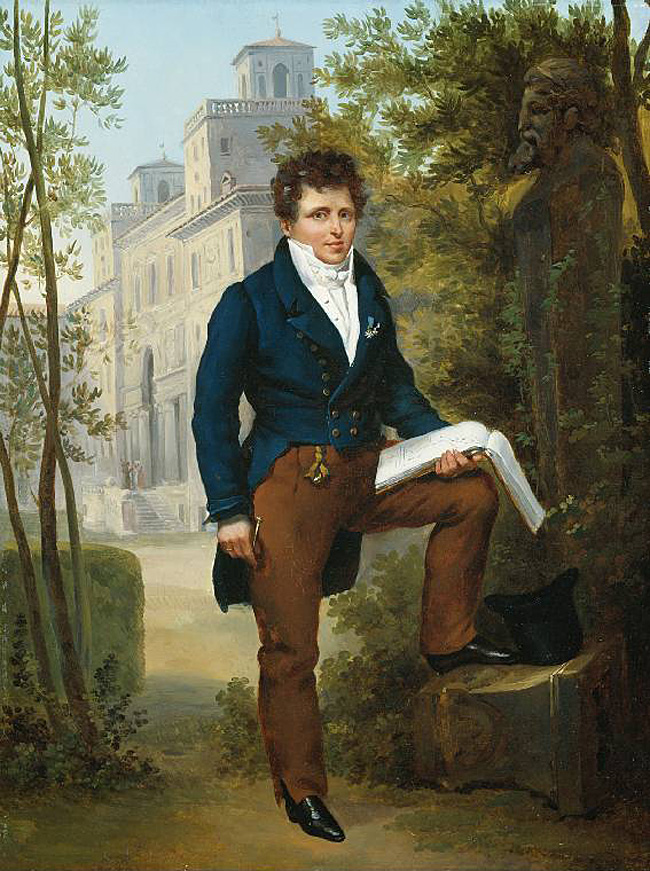
｢彫刻家ニコラ・ピエール・ティオリエールの肖像｣
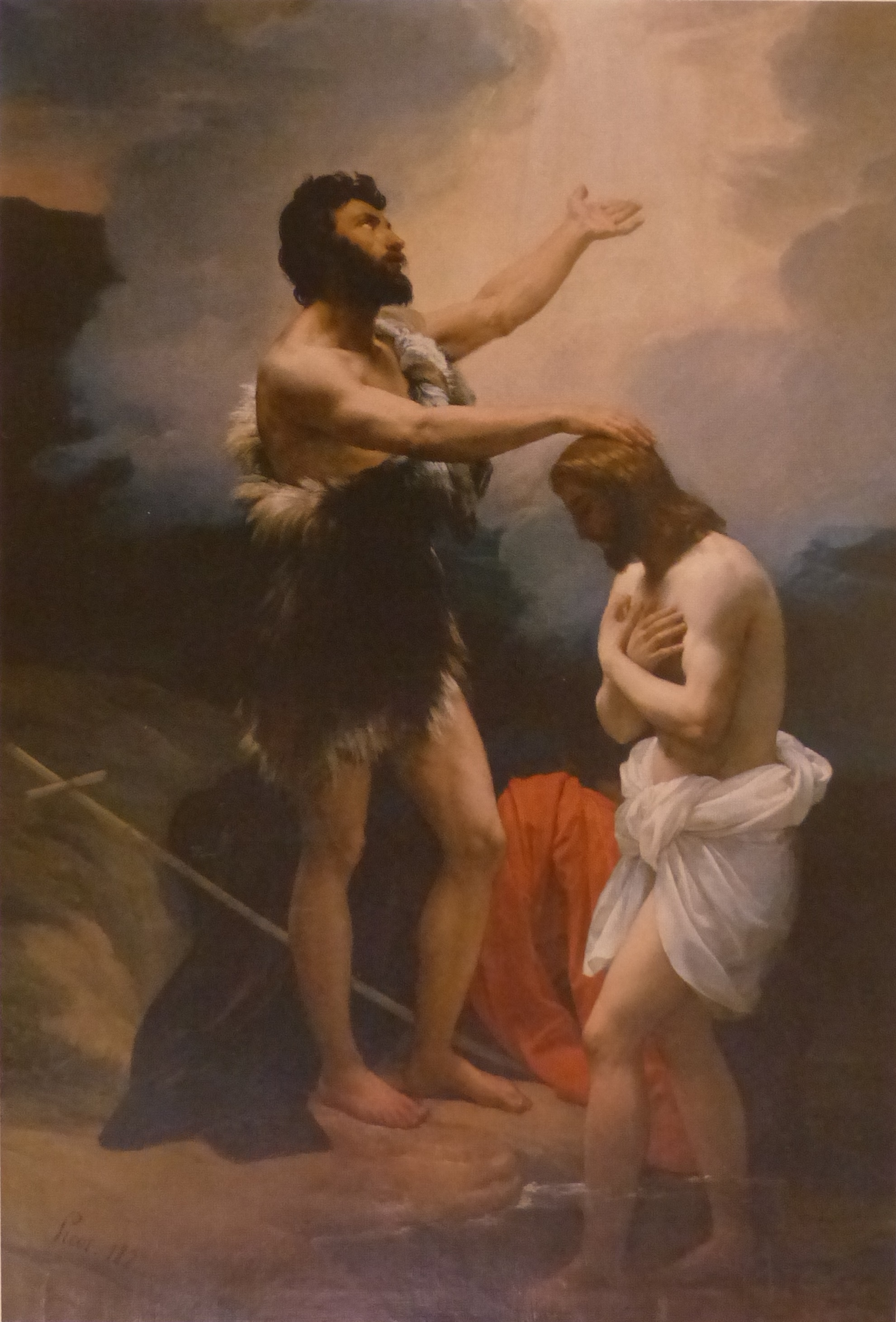
「洗礼」
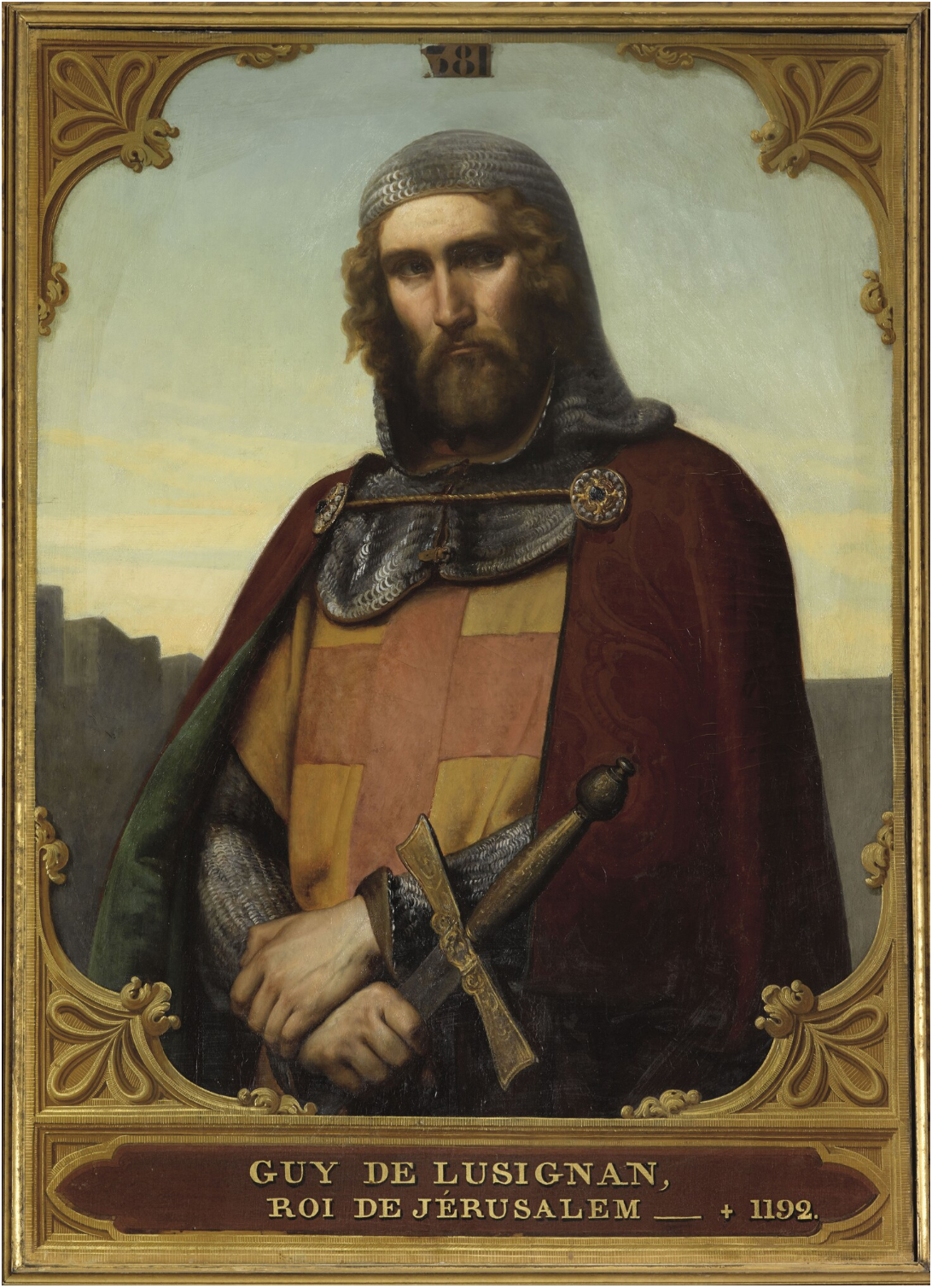
｢ギー・ド・リュジニャン｣

## ピコに学んだ学生
ピコに学んだ学生には以下のような画家がいる。
- ヴィクトール・モテ (1809-1897)
- ヨハン・ヨンキント (1819-1891)
- アレクサンドル・カバネル (1823-1889)
- ギュスターヴ・モロー (1826-1898)
- フェリックス・オーギュスト・クレマン (1826-1888)
- アンドレ＝アンリ・ダルジェラ (1828-1906)
- ジャン＝ジャック・エンネル (1829-1905)
- ジャン＝フェルディナン・シェニョー (1830-1906)
- エドゥアール・ブランドン (1831-1897)
- テオドール・アマン (1831-1891)
- アルフォンス・ド・ヌヴィル (1835-1885)
- エリュー・ヴェッダー (1836-1923)
- エティエンヌ＝プロスペル・ベルン＝ベルクール (1838-1910)